# Olivia Löfqvist
Olivia Linnéa Josephine Löfqvist, född 13 juli 1998, är en svensk handbollsspelare, som spelar för det norska laget Storhamar.

## Karriär
Löfqvist började spela handboll i ungdomshandboll i IK Lågan. Hon bytte klubb då hon var femton år till IK Pandora 2013. Där spelade hon till 2015. Hon spelade sedan under 7 säsonger för Lugi HF i damernas högsta serie. Under åren i Lugi spelade hon 52 landskamper i ungdomslandslagen 2015-2018. Säsongen 2021/2022 utsågs hon till bästa försvarare i damligan. Efter den säsongen  flyttade hon till Norge 2022 för spel med Storhamar.
Löfqvist debuterade i seniorlandslaget 3 mars 2023 mot Frankrike och är uttagen till OS-truppen i Paris. Efter skada på Hvenfelt fick hon den 28 juli debutera i OS och gjorde två mål i sin OS-debut mot Tyskland.